# Olga Peretyatko

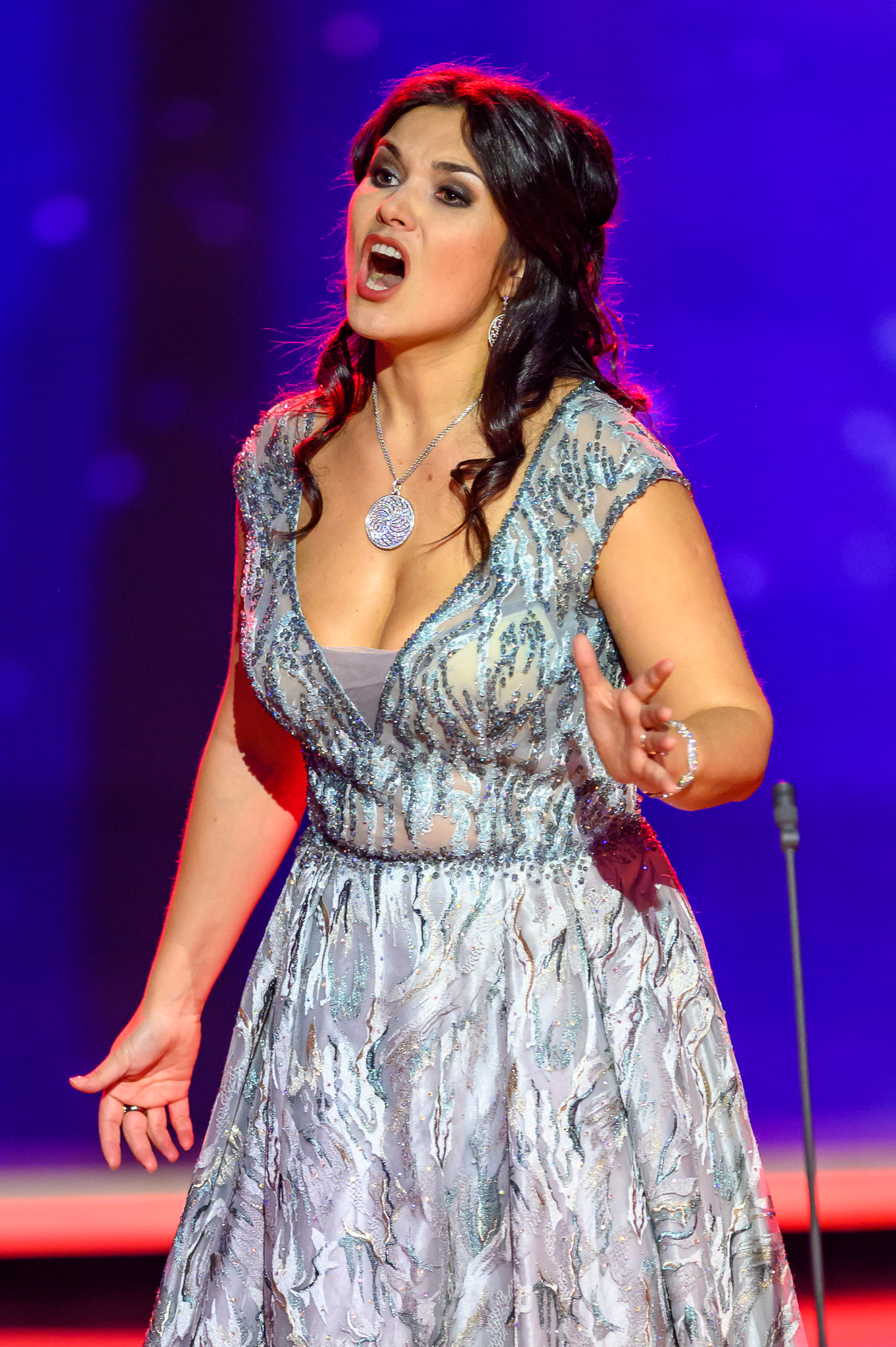
Olga Peretyatko, 2019

Olga Peretyatko (russisch Ольга Александровна Перетятько, * 21. Mai 1980 in Leningrad) ist eine russische Opernsängerin (Koloratursopran).

## Leben
Sie studierte zunächst Chorleitung am Sankt Petersburger Konservatorium sowie ab 2002 an der Hochschule für Musik „Hanns Eisler“ Berlin bei Brenda Mitchell. Parallel dazu stand sie in kleineren und auch größeren Rollen auf der Bühne, so zum Beispiel in der Hamburgischen Staatsoper, der Komischen Oper Berlin und der Staatsoper Unter den Linden. Außerdem gastierte sie beim Festival Rossini in Wildbad, in der Arena von Verona und beim Rossini Opera Festival Pesaro.
Es folgten beim Festival d’Aix-en-Provence 2010 die Hauptrolle als Nachtigall in Le rossignol von Igor Strawinsky und die Elvira in den Puritanern an der Metropolitan Opera in New York City (2014) – eine Rolle, die sie 2015 mit großem Erfolg auch an der Wiener Staatsoper sang. 2015 debütierte sie als Violetta in La traviata in der Opéra de Lausanne und in einer Neuinszenierung dieser Oper von Rolando Villazón im Festspielhaus Baden-Baden. In der Saison 2015–2016 trat Olga Peretyatko u. a. als Gilda in Giuseppe Verdis Rigoletto an der Met auf.
Peretyatko war von 2012 bis 2018 mit dem italienischen Dirigenten Michele Mariotti verheiratet.

## Auszeichnungen
Beim internationalen Gesangswettbewerb Operalia in Paris gewann sie 2007 den 2. Preis. Im Jahre 2016 wurde sie mit einem ECHO Klassik ausgezeichnet.

## Diskografie
- Giacomo Meyerbeer: Semiramide (Tamiri), Naxos (2 CDs) 2006 Naxos Music Library Nr. 8.660205-06[7]
- Gioachino Rossini: La donna del lago (Albina), Naxos (2 CDs), 2008, Naxos Music Library Nr. 8.660235-36[8]
- Gioachino Rossini: Otello (Desdemona), live vom Rossini Opera Festival Pesaro 8. August 2007, Premiere Opera (3 CDs), 2007, CDNO 2758-3[9]
- Gioachino Rossini: Sigismondo (Aldimira), Arthaus Musik, (DVD/Blu-ray), 2012, Naxos Music Library Nr. 101648 (Blu-ray Nr. 108062)[10]
- La bellezza del canto, Sony Classical (1 CD), 2011, Nr. 88697785442 (Recital)[11]
- Arabesque, Sony Classical (1 CD), 2013, (Recital)[12]
- Rossini!, Sony Classical (1 CD), 2015, (Recital)[13]
- Russian Light, Sony Classical (1 CD), 2017, (Recital)[14]
- Mozart+, Sony Classical (1 CD), 2019, (Recital)[15]